# Trirhithrum occipitale
Trirhithrum occipitale är en tvåvingeart som beskrevs av Mario Bezzi 1918. Trirhithrum occipitale ingår i släktet Trirhithrum och familjen borrflugor. Inga underarter finns listade i Catalogue of Life.